# Adri van Staveren
Adri "Arie" van Staveren (Warmond, 1 april 1953) is een voormalig Nederlands voetballer die tijdens zijn loopbaan voor achtereenvolgens Sparta, FC Twente '65 en MVV uitkwam.
De linksbuiten Van Staveren speelde in zijn jeugd voor amateurvereniging SV Warmunda en werd in 1970 aangetrokken door Sparta. In seizoen 1971/72 maakte hij zijn debuut in de Eredivisie. Nadat Jørgen Kristensen in 1972 van Sparta naar Feyenoord vertrok, kreeg Van Staveren een vaste plaats in de basis. Tot 1979 kwam hij uit in ruim 200 competitieduels, waarin hij 39 keer scoorde.
In 1979 werd hij getransfereerd naar FC Twente '65, dat een jaar eerder ook al interesse in hem toonde. Nadat hij in de winterstop zijn basisplaats was kwijtgeraakt aan Evert Bleuming, vertrok Van Staveren reeds in februari 1980 naar MVV, waar hij een contract tot medio 1982 tekende. Hij bleef uiteindelijk tot het einde van zijn actieve loopbaan in 1987 bij MVV. Bij de Maastrichtse club vormde hij enige tijd een voorhoede met Cees Schapendonk. De twee speelden een belangrijke rol in een 6-3-overwinning op Ajax in Amsterdam op 20 april 1980.
Na zijn carrière als voetballer was Van Staveren jeugdtrainer bij MVV en vervolgens trainer van de amateurclubs SCG en, sinds 2009, van Eijsden.
In seizoen 2014-2015 was Arie trainer bij VV Partij'33. 